# F3 tedesca 2012
La ATS Formel 3 Cup 2012 è stata la 38ª stagione del campionato tedesco di Formula 3. La stagione è iniziata il 5 maggio e terminata il 30 settembre; si è articolata su 9 weekend di gara con 27 prove disputate. Il campionato è stato vinto dal pilota svedese Jimmy Eriksson, mentre nella categoria Trophy si è affermato il tedesco André Rudersdorf.

## La prestagione

### Calendario
Il calendario delle gare è stato reso noto il 4 ottobre 2011. La F3 Cup è supporto all'ADAC Masters Weekend in sette occasioni; il GAMMA Race Day sul tracciato di Assen è parte del campionato così come la F3 tedesca è supporto a una prova della Superstars Series 2012, disputata sul Circuito di Spa-Francorchamps.
| Gara | Gara | Circuito                                 | Giri | Lunghezza                 | Data         | Ora   | Supporto                  |
| ---- | ---- | ---------------------------------------- | ---- | ------------------------- | ------------ | ----- | ------------------------- |
| 1    | G1   | Zandvoort Park                           | 19   | 19 x 4,307 km = 81,833 km | 5 maggio     | 10:30 | ADAC Masters Weekend      |
| 1    | G2   | Zandvoort Park                           | 11   | 11 x 4,307 km = 47,377 km | 5 maggio     | 16:15 | ADAC Masters Weekend      |
| 1    | G3   | Zandvoort Park                           | 16   | 16 x 4,307 km = 68,912 km | 6 maggio     | 10:30 | ADAC Masters Weekend      |
| 2    | G1   | Sachsenring, Hohenstein-Ernstthal        | 24   | 24 x 3,645 km = 87,480 km | 9 giugno     | 11:15 | ADAC Masters Weekend      |
| 2    | G2   | Sachsenring, Hohenstein-Ernstthal        | 16   | 16 x 3,645 km = 58,320 km | 9 giugno     | 16:35 | ADAC Masters Weekend      |
| 2    | G3   | Sachsenring, Hohenstein-Ernstthal        | 24   | 24 x 3,645 km = 87,480 km | 10 giugno    | 11:15 | ADAC Masters Weekend      |
| 3    | G1   | Motorsport Arena Oschersleben            | 18   | 18 x 3,696 km = 66,528 km | 7 luglio     | 11:55 | Preis der Stadt Magdeburg |
| 3    | G2   | Motorsport Arena Oschersleben            | 10   | 10 x 3,696 km = 36,960 km | 7 luglio     | 17:15 | Preis der Stadt Magdeburg |
| 3    | G3   | Motorsport Arena Oschersleben            | 22   | 22 x 3,696 km = 81,312 km | 8 luglio     | 09:40 | Preis der Stadt Magdeburg |
| 4    | G1   | Circuito di Spa-Francorchamps            | 12   | 12 x 7,004 km = 84,048 km | 14 luglio    | 12:10 | Superstars Series 2012    |
| 4    | G2   | Circuito di Spa-Francorchamps            | 8    | 8 x 7,004 km = 56,022 km  | 14 luglio    | 17:15 | Superstars Series 2012    |
| 4    | G3   | Circuito di Spa-Francorchamps            | 11   | 11 x 7,004 km = 77,044 km | 15 luglio    | 13:20 | Superstars Series 2012    |
| 5    | G1   | TT Circuit Assen                         | 19   | 19 x 4,555 km = 86,545 km | 3 agosto     | 17:45 | Gamma Race Day            |
| 5    | G2   | TT Circuit Assen                         | 13   | 13 x 4,555 km = 59,215 km | 4 agosto     | 14:30 | Gamma Race Day            |
| 5    | G3   | TT Circuit Assen                         | 3+13 | 16 x 4,555 km = 72,880 km | 5 agosto     | 13:50 | Gamma Race Day            |
| 6    | G1   | Red Bull Ring, Spielberg bei Knittelfeld | 15   | 15 x 4,326 km = 64,890 km | 11 agosto    | 10:35 | ADAC Masters Weekend      |
| 6    | G2   | Red Bull Ring, Spielberg bei Knittelfeld | 14   | 14 x 4,326 km = 60,564 km | 11 agosto    | 16:35 | ADAC Masters Weekend      |
| 6    | G3   | Red Bull Ring, Spielberg bei Knittelfeld | 21   | 21 x 4,326 km = 90,846 km | 12 agosto    | 10:30 | ADAC Masters Weekend      |
| 7    | G1   | EuroSpeedway Lausitz                     | 18   | 18 x 4,535 km = 81,630 km | 25 agosto    | 11:10 | ADAC Masters Weekend      |
| 7    | G2   | EuroSpeedway Lausitz                     | 12   | 12 x 4,535 km = 54,420 km | 25 agosto    | 16:35 | ADAC Masters Weekend      |
| 7    | G3   | EuroSpeedway Lausitz                     | 17   | 17 x 4,535 km = 77,095 km | 26 agosto    | 11:20 | ADAC Masters Weekend      |
| 8    | G1   | Nürburgring                              | 17   | 17 x 5,137 km = 87,329 km | 15 settembre | 11:15 | ADAC Masters Weekend      |
| 8    | G2   | Nürburgring                              | 11   | 11 x 5,137 km = 56,507 km | 15 settembre | 16:40 | ADAC Masters Weekend      |
| 8    | G3   | Nürburgring                              | 17   | 17 x 5,137 km = 87,329 km | 16 settembre | 11:20 | ADAC Masters Weekend      |
| 9    | G1   | Hockenheimring                           | 19   | 19 x 4,574 km = 86,906 km | 29 settembre | 11:15 | ADAC Masters Weekend      |
| 9    | G2   | Hockenheimring                           | 13   | 13 x 4,574 km = 59,462 km | 29 settembre | 16:35 | ADAC Masters Weekend      |
| 9    | G3   | Hockenheimring                           | 19   | 19 x 4,574 km = 86,906 km | 30 settembre | 14:05 | ADAC Masters Weekend      |

## Piloti e team
| Team                       | Telaio            | Nr.   | Pilota              | Classe | Status | Weekend di Gare |
| -------------------------- | ----------------- | ----- | ------------------- | ------ | ------ | --------------- |
| Van Amersfoort Racing      | F308-Volkswagen   | 1     | René Binder         | C      |        | Tutti           |
| Van Amersfoort Racing      | F308-Volkswagen   | 2     | Lucas Auer          | C      | R      | Tutti           |
| Van Amersfoort Racing      | F308-Volkswagen   | 3     | Dennis van de Laar  | C      | R      | 1–3, 5–9        |
| Van Amersfoort Racing      | F308-Volkswagen   | 5     | Daniel Abt          | C      |        | 4               |
| Performance Racing         | F311-Volkswagen   | 9     | Luca Stolz          | C      |        | 5–9             |
| Performance Racing         | F310-Volkswagen   | 10    | John Bryant-Meisner | C      | R      | 1               |
| Performance Racing         | F308-Volkswagen   | 11    | Yannick Mettler     | C      |        | Tutti           |
| Performance Racing         | F308-Volkswagen   | 25    | Mitchell Gilbert    | C      | R      | Tutti           |
| Lotus                      | F308-Volkswagen   | 14    | Jimmy Eriksson      | C      |        | Tutti           |
| Lotus                      | F311-Volkswagen   | 15    | Artëm Markelov      | C      | R      | Tutti           |
| Lotus                      | F308-Volkswagen   | 16    | Kimiya Satō         | C      |        | Tutti           |
| Lotus                      | F308-Volkswagen   | 17    | Sheban Siddiqi      | C      | R      | Tutti           |
| EuroInternational          | F309-Volkswagen   | 18/20 | Michela Cerruti     | C      |        | 6, 7–9          |
| EuroInternational          | F311-Volkswagen   | 19    | Tom Blomqvist       | C      |        | 2–4, 6, 8       |
| EuroInternational          | F311-Volkswagen   | 20    | Alon Day            | C      |        | 9               |
| ADM Motorsport             | F311-Volkswagen   | 27    | Alon Day            | C      |        | 5–8             |
| Rhino's Leipert Motorsport | F304 – Opel       | 52    | Luca Iannaccone     | T      |        | Tutti           |
| APEX Engineering           | F305 – OPC        | 54    | Jordi Weckx         | T      |        | Tutti           |
| Rennsport Rössler          | F306 – OPC        | 58    | Dominik Kocher      | T      |        | 1–4, 6–9        |
| HS Engineering             | F305 – Volkswagen | 63    | Luca Stolz          | T      |        | 1–4             |
| ma-con                     | F305 – Volkswagen | 66    | André Rudersdorf    | T      | R      | 1–4, 6–8        |
| Michael Aberer             | F307 – Volkswagen | 68    | Michael Aberer      | T      |        | 9               |
| Franz Wöss Racing          | F307 – OPC        | 72    | Maximilian Hackl    | T      |        | 6               |
| Franz Wöss Racing          | F302 – Opel       | 78    | Sylvain Warnecke    | T      |        | 6               |

| Icona | Classe     |
| ----- | ---------- |
| C     | Cup        |
| T     | Trophy     |
| Icona | Status     |
| R     | Rookie Cup |

- Tutti utilizzano vetture Dallara.

## Modifiche al regolamento

### Regolamento tecnico
Solo i motori Volkswagen Power Engines sono ammessi per la Cup.

### Regolamento sportivo
La serie adotta il formato già utilizzato dalla F3 inglese e dalla F3 Euro Series, delle tre gare per weekend. La gara 1 e la gara 3 sono lunghe 30 minuti, mentre la gara 2 è di 20 minuti. La griglia di gara 2 è determinata sulla base della classifica di gara 1, invertendo i primi otto arrivati. La griglia di gara 1 e quella di gara 3 è stabilita con due sessioni distinte di qualifiche.
Il sistema di punteggio per gara 1 e gara 3 ricalca ora quello della Formula 1, mentre in gara 2 sono assegnati punti solo ai primi otto, secondo il sistema in vigore anche l'anno precedente.

## Risultati e classifiche

### Risultati
| Gara | Gara | Circuito       | Tempo     | Velocità    | Pole Position    | GPV              | Vincitore        | Team                  | Vincitore Trophy | Vincitore Rookie    |
| ---- | ---- | -------------- | --------- | ----------- | ---------------- | ---------------- | ---------------- | --------------------- | ---------------- | ------------------- |
| 1    | G1   | Zandvoort      | 30'03"477 | 163,4 km/h  | Lucas Auer       | Lucas Auer       | Jimmy Eriksson   | Lotus                 | Luca Stolz       | Lucas Auer          |
| 1    | G2   | Zandvoort      | 20'50"820 | 136,4 km/h  |                  | Kimiya Satō      | Yannick Mettler  | Performance Racing    | Jordi Weckx      | John Bryant-Meisner |
| 1    | G3   | Zandvoort      | 31'19"824 | 132 km/h    | Lucas Auer       | Kimiya Satō      | Kimiya Satō      | Lotus                 | Jordi Weckx      | Mitchell Gilbert    |
| 2    | G1   | Sachsenring    | 30'27"886 | 172,3 km/h  | Kimiya Satō      | Kimiya Satō      | Kimiya Satō      | Lotus                 | Luca Stolz       | Artëm Markelov      |
| 2    | G2   | Sachsenring    | 20'21"737 | 171,8 km/h  |                  | Artëm Markelov   | René Binder      | Van Amersfoort Racing | Luca Stolz       | Artëm Markelov      |
| 2    | G3   | Sachsenring    | 30'25"987 | 172,5 km/h  | Tom Blomqvist    | Kimiya Satō      | Kimiya Satō      | Lotus                 | André Rudersdorf | Lucas Auer          |
| 3    | G1   | Oschersleben   | 30'46"403 | 129,71 km/h | Jimmy Eriksson   | Jimmy Eriksson   | Jimmy Eriksson   | Lotus                 | André Rudersdorf | Mitchell Gilbert    |
| 3    | G2   | Oschersleben   | 15'40"373 | 141,49 km/h |                  | Kimiya Satō      | Kimiya Satō      | Lotus                 | Luca Stolz       | Artëm Markelov      |
| 3    | G3   | Oschersleben   | 30'58"413 | 157,51 km/h | Jimmy Eriksson   | Jimmy Eriksson   | Jimmy Eriksson   | Lotus                 | Luca Stolz       | Lucas Auer          |
| 4    | G1   | Spa            | 31'46"082 | 158,74 km/h | Kimiya Satō      | Jimmy Eriksson   | Jimmy Eriksson   | Lotus                 | André Rudersdorf | Mitchell Gilbert    |
| 4    | G2   | Spa            | 21'11"407 | 158,65 km/h |                  | Jimmy Eriksson   | Tom Blomqvist    | EuroInternational     | André Rudersdorf | Artëm Markelov      |
| 4    | G3   | Spa            | 33'54"553 | 136,32 km/h | Kimiya Satō      | René Binder      | René Binder      | Van Amersfoort Racing | André Rudersdorf | Lucas Auer          |
| 5    | G1   | Assen          | 30'05"113 | 172,59 km/h | Jimmy Eriksson   | Jimmy Eriksson   | Jimmy Eriksson   | Lotus                 | Jordi Weckx      | Dennis van de Laar  |
| 5    | G2   | Assen          | 20'48"275 | 170,77 km/h |                  | Jimmy Eriksson   | Mitchell Gilbert | Performance Racing    | Jordi Weckx      | Mitchell Gilbert    |
| 5    | G3   | Assen          | 26'28"922 | 165,19 km/h | Jimmy Eriksson   | Mitchell Gilbert | Jimmy Eriksson   | Lotus                 | Jordi Weckx      | Lucas Auer          |
| 6    | G1   | Red Bull Ring  | 27'53"090 | 139,6 km/h  | Tom Blomqvist    | Mitchell Gilbert | Tom Blomqvist    | EuroInternational     | André Rudersdorf | Mitchell Gilbert    |
| 6    | G2   | Red Bull Ring  | 20'39"065 | 176 km/h    |                  | Lucas Auer       | Lucas Auer       | Van Amersfoort Racing | André Rudersdorf | Lucas Auer          |
| 6    | G3   | Red Bull Ring  | 30'48"597 | 176,9 km/h  | Tom Blomqvist    | Jimmy Eriksson   | Tom Blomqvist    | EuroInternational     | André Rudersdorf | Lucas Auer          |
| 7    | G1   | Laustiz        | 30'01"691 | 163,1 km/h  | Mitchell Gilbert | Mitchell Gilbert | Mitchell Gilbert | Performance Racing    | André Rudersdorf | Mitchell Gilbert    |
| 7    | G2   | Laustiz        | 20'13"354 | 161,4 km/h  |                  | Mitchell Gilbert | Artëm Markelov   | Lotus                 | André Rudersdorf | Artëm Markelov      |
| 7    | G3   | Laustiz        | 31'04"728 | 148,8 km/h  | Mitchell Gilbert | Lucas Auer       | Lucas Auer       | Van Amersfoort Racing | André Rudersdorf | Lucas Auer          |
| 8    | G1   | Nürburgring    | 31'44"116 | 165,1 km/h  | Tom Blomqvist    | Tom Blomqvist    | Tom Blomqvist    | EuroInternational     | André Rudersdorf | Lucas Auer          |
| 8    | G2   | Nürburgring    | 20'41"843 | 163,8 km/h  |                  | Kimiya Satō      | René Binder      | Van Amersfoort Racing | André Rudersdorf | Mitchell Gilbert    |
| 8    | G3   | Nürburgring    | 31'52"078 | 164,4 km/h  | Tom Blomqvist    | Kimiya Satō      | Tom Blomqvist    | EuroInternational     | André Rudersdorf | Lucas Auer          |
| 9    | G1   | Hockenheimring | 30'27"533 | 171,2 km/h  | Jimmy Eriksson   | Jimmy Eriksson   | Jimmy Eriksson   | Lotus                 | Dominik Kocher   | Mitchell Gilbert    |
| 9    | G2   | Hockenheimring | 20'59"994 | 169,9 km/h  |                  | Lucas Auer       | Artëm Markelov   | Lotus                 | Dominik Kocher   | Artëm Markelov      |
| 9    | G3   | Hockenheimring | 30'32"060 | 170,8 km/h  | Jimmy Eriksson   | Jimmy Eriksson   | Jimmy Eriksson   | Lotus                 | Dominik Kocher   | Lucas Auer          |

### Classifica piloti
Nella Cup sono ammessi solo telai costruiti tra il 2008 e il 2011.
I punti sono assegnati secondo lo schema seguente:
| Sistema di punteggio | Sistema di punteggio | Sistema di punteggio | Sistema di punteggio | Sistema di punteggio | Sistema di punteggio | Sistema di punteggio | Sistema di punteggio | Sistema di punteggio | Sistema di punteggio | Sistema di punteggio | Sistema di punteggio | Sistema di punteggio |
| Posizione            | 1°                   | 2°                   | 3°                   | 4°                   | 5°                   | 6°                   | 7°                   | 8°                   | 9°                   | 10°                  | PP                   | GPV                  |
| -------------------- | -------------------- | -------------------- | -------------------- | -------------------- | -------------------- | -------------------- | -------------------- | -------------------- | -------------------- | -------------------- | -------------------- | -------------------- |
| Gara 1 e 3           | 25                   | 18                   | 15                   | 12                   | 10                   | 8                    | 6                    | 4                    | 2                    | 1                    | 3                    | 3                    |
| Gara 2               | 10                   | 8                    | 6                    | 5                    | 4                    | 3                    | 2                    | 1                    | 0                    | 0                    | 0                    | 3                    |

| Pos | Pilota              | ZAN | ZAN | ZAN | SAC | SAC | SAC | OSC | OSC | OSC | SPA | SPA | SPA | ASS | ASS | ASS | RBR | RBR | RBR | LAU | LAU | LAU | NÜR | NÜR | NÜR | HOC | HOC | HOC | Punti |
| --- | ------------------- | --- | --- | --- | --- | --- | --- | --- | --- | --- | --- | --- | --- | --- | --- | --- | --- | --- | --- | --- | --- | --- | --- | --- | --- | --- | --- | --- | ----- |
| 1   | Jimmy Eriksson      | 1   | 5   | 6   | 2   | 3   | 4   | 1   | 3   | 1   | 1   | 2   | 4   | 1   | 6   | 1   | 11  | 4   | 3   | 2   | 3   | 6   | 4   | Rit | 3   | 1   | 3   | 1   | 408   |
| 2   | Lucas Auer          | 2   | NP  | 4   | 6   | Ret | 2   | 4   | 9   | 2   | 5   | Rit | 5   | 9   | 4   | 2   | 5   | 1   | 2   | 4   | 4   | 1   | 2   | 4   | 2   | 8   | 2   | 3   | 298   |
| 3   | Kimiya Satō         | Rit | 6   | 1   | 1   | 2   | 1   | 5   | 1   | Rit | 13  | 5   | 3   | 3   | 5   | 3   | 6   | 15  | 5   | 11  | 9   | 3   | 3   | 6   | 11  | 2   | Rit | 2   | 281   |
| 4   | Mitchell Gilbert    | 3   | 4   | 2   | 7   | 8   | 6   | 2   | SQ  | 8   | 4   | 7   | 6   | 7   | 1   | 8   | 2   | 2   | 7   | 1   | 6   | 2   | 6   | 2   | 4   | 3   | 4   | 4   | 277   |
| 5   | Tom Blomqvist       |     |     |     | 3   | 4   | 3   | 3   | 6   | 10  | 2   | 1   | 2   |     |     |     | 1   | 9   | 1   |     |     |     | 1   | Rit | 1   |     |     |     | 222   |
| 6   | René Binder         | 4   | 2   | 13  | 8   | 1   | 7   | 6   | 4   | 7   | 3   | 6   | 1   | 2   | Rit | 7   | NP  | 5   | 9   | 5   | 2   | 7   | 8   | 1   | Rit | 7   | 5   | 9   | 191   |
| 7   | Artëm Markelov      | Rit | 9   | Rit | 4   | 5   | SQ  | 8   | 5   | 3   | 8   | 4   | 14  | 5   | 7   | 6   | 8   | 8   | 10  | 6   | 1   | 8   | 5   | 5   | 6   | 4   | 1   | 6   | 155   |
| 8   | Yannick Mettler     | 5   | 1   | NP  | 5   | 14  | SQ  | 7   | 2   | 4   | 6   | 8   | 8   | 10  | 8   | 9   | 9   | 3   | 6   | 7   | 5   | 5   | 9   | 14  | 5   | Rit | Rit | 5   | 131   |
| 9   | Dennis van de Laar  | 10  | 10  | 3   | 9   | 13  | 11  | 9   | 7   | 6   |     |     |     | 4   | 9   | 4   | 17  | 12  | 4   | 9   | 8   | Rit | 10  | 8   | 7   | 5   | 6   | 7   | 110   |
| 10  | Luca Stolz          |     |     |     |     |     |     |     |     |     |     |     |     | 8   | 2   | 5   | 4   | Rit | 8   | 3   | 10  | 4   | 7   | 3   | 9   | 12  | 7   | 8   | 85    |
| 11  | Alon Day            |     |     |     |     |     |     |     |     |     |     |     |     | 6   | 3   | Rit | 3   | 6   | 13  | 10  | 11  | Rit | 11  | 7   | 8   | 6   | Rit | Rit | 48    |
| 12  | Sheban Siddiqi      | 11  | 11  | 9   | Rit | 10  | 12  | 11  | 11  | 11  | 14  | 11  | 10  | 12  | 10  | Rit | 7   | 13  | 15  | 13  | 15  | 12  | 15  | 12  | 12  | 9   | 9   | 10  | 30    |
| 13  | John Bryant-Meisner | 7   | 3   | 5   |     |     |     |     |     |     |     |     |     |     |     |     |     |     |     |     |     |     |     |     |     |     |     |     | 24    |
| 14  | Daniel Abt          |     |     |     |     |     |     |     |     |     | 7   | 3   | 7   |     |     |     |     |     |     |     |     |     |     |     |     |     |     |     | 18    |
| 15  | Michela Cerruti     |     |     |     |     |     |     |     |     |     |     |     |     |     |     |     | 12  | 16  | 12  | 12  | 12  | 10  | 12  | 10  | 14  | 11  | 10  | 12  | 3     |
| Pos | Pilota              | ZAN | ZAN | ZAN | SAC | SAC | SAC | OSC | OSC | OSC | SPA | SPA | SPA | ASS | ASS | ASS | RBR | RBR | RBR | LAU | LAU | LAU | NÜR | NÜR | NÜR | HOC | HOC | HOC | Punti |

| Colore  | Risultato             |
| ------- | --------------------- |
| Oro     | Vincitore             |
| Argento | 2º posto              |
| Bronzo  | 3º posto              |
| Verde   | Finito a punti        |
| Blu     | Finito senza punti    |
| Viola   | Ritirato (Rit)        |
| Viola   | Non classificato (NC) |
| Rosso   | Non qualificato (NQ)  |
| Nero    | Squalificato (SQ)     |
| Bianco  | Non partito (NP)      |
| Bianco  | Non ha gareggiato     |
| Bianco  | Infortunato (INF)     |
| Bianco  | Escluso (ES)          |
| Bianco  | Gara cancellata (C)   |

### Trophy
Partecipano solo le vetture costruite tra il 2002 e il 2007.
I punti sono assegnati secondo lo schema seguente:
| Punti | 10 | 8 | 6 | 5 | 4 | 3 | 2 | 1 |

| Pos                               | Pilota           | ZAN | ZAN | ZAN | SAC | SAC | SAC | OSC | OSC | OSC | SPA | SPA | SPA | ASS | ASS | ASS | RBR | RBR | RBR | LAU | LAU | LAU | NÜR | NÜR | NÜR | HOC | HOC | HOC | Punti |
| --------------------------------- | ---------------- | --- | --- | --- | --- | --- | --- | --- | --- | --- | --- | --- | --- | --- | --- | --- | --- | --- | --- | --- | --- | --- | --- | --- | --- | --- | --- | --- | ----- |
| 1                                 | André Rudersdorf | 9   | 8   | 8   | 11  | 7   | 9   | 10  | 10  | 13  | 9   | 9   | 9   |     |     |     | 10  | 7   | 11  | 8   | 7   | 9   | 13  | 9   | 10  |     |     |     | 377   |
| 2                                 | Jordi Weckx      | 8   | 7   | 7   | Rit | 9   | 13  | 13  | 14  | 9   | 11  | Rit | NP  | 11  | 11  | 10  | 16  | 11  | 16  | 14  | 13  | 14  | 14  | 11  | 13  |     |     |     | 300   |
| 3                                 | Dominik Kocher   | 12  | 12  | 11  | Rit | 11  | 14  | 14  | 12  | Rit | 12  | 12  | 11  |     |     |     | 14  | 14  | 17  | 15  | 14  | 11  | 16  | 13  | 15  | 10  | 8   | 11  | 268   |
| 4                                 | Luca Iannaccone  | 13  | 13  | 12  | 12  | 12  | 15  | 15  | SQ  | 12  | 15  | 14  | 12  | 13  | 12  | 11  | 15  | 18  | 19  | 16  | 16  | 13  | WD  | WD  | WD  | 13  | 12  | 14  | 252   |
| 5                                 | Luca Stolz       | 6   | NP  | 10  | 10  | 6   | 10  | 12  | 8   | 5   | 10  | 10  | 13  |     |     |     |     |     |     |     |     |     |     |     |     |     |     |     | 184   |
| 6                                 | Maximilian Hackl |     |     |     |     |     |     |     |     |     |     |     |     |     |     |     | 13  | 10  | 14  |     |     |     |     |     |     |     |     |     | 44    |
| 7                                 | Sylvain Warnecke |     |     |     |     |     |     |     |     |     |     |     |     |     |     |     | Rit | 17  | 18  |     |     |     |     |     |     |     |     |     | 14    |
| Piloti non eleggibili per i punti |                  |     |     |     |     |     |     |     |     |     |     |     |     |     |     |     |     |     |     |     |     |     |     |     |     |     |     |     |       |
|                                   | Michael Aberer   |     |     |     |     |     |     |     |     |     |     |     |     |     |     |     |     |     |     |     |     |     |     |     |     | 14  | 11  | 13  | 0     |
| Pos                               | Pilota           | ZAN | ZAN | ZAN | SAC | SAC | SAC | OSC | OSC | OSC | SPA | SPA | SPA | ASS | ASS | ASS | RBR | RBR | RBR | LAU | LAU | LAU | NÜR | NÜR | NÜR | HOC | HOC | HOC | Punti |

| Colore  | Risultato             |
| ------- | --------------------- |
| Oro     | Vincitore             |
| Argento | 2º posto              |
| Bronzo  | 3º posto              |
| Verde   | Finito a punti        |
| Blu     | Finito senza punti    |
| Viola   | Ritirato (Rit)        |
| Viola   | Non classificato (NC) |
| Rosso   | Non qualificato (NQ)  |
| Nero    | Squalificato (SQ)     |
| Bianco  | Non partito (NP)      |
| Bianco  | Non ha gareggiato     |
| Bianco  | Infortunato (INF)     |
| Bianco  | Escluso (ES)          |
| Bianco  | Gara cancellata (C)   |

### SONAX Rookie-Pokal
I piloti esordienti che nel corso del 2012 abbiano meno di 26 anni competono per il SONAX Rookie-Pokal.
I punti sono assegnati secondo lo schema seguente:
| Punti | 10 | 8 | 6 | 5 | 4 | 3 | 2 | 1 |

| Pos | Pilota              | ZAN | ZAN | ZAN | SAC | SAC | SAC | OSC | OSC | OSC | SPA | SPA | SPA | ASS | ASS | ASS | RBR | RBR | RBR | LAU | LAU | LAU | NÜR | NÜR | NÜR | HOC | HOC | HOC | Pts |
| --- | ------------------- | --- | --- | --- | --- | --- | --- | --- | --- | --- | --- | --- | --- | --- | --- | --- | --- | --- | --- | --- | --- | --- | --- | --- | --- | --- | --- | --- | --- |
| 1   | Lucas Auer          | 2   | NP  | 4   | 6   | Rit | 2   | 4   | 9   | 2   | 5   | Rit | 5   | 9   | 4   | 2   | 5   | 1   | 2   | 4   | 4   | 1   | 2   | 4   | 2   | 8   | 2   | 3   | 414 |
| 2   | Mitchell Gilbert    | 3   | 4   | 2   | 7   | 8   | 6   | 2   | SQ  | 8   | 4   | 7   | 6   | 7   | 1   | 8   | 2   | 2   | 7   | 1   | 6   | 2   | 6   | 2   | 4   | 3   | 4   | 4   | 399 |
| 3   | Artëm Markelov      | Rit | 9   | Rit | 4   | 5   | SQ  | 8   | 5   | 3   | 8   | 4   | 14  | 5   | 7   | 6   | 8   | 8   | 10  | 6   | 1   | 8   | 5   | 5   | 6   | 4   | 1   | 6   | 291 |
| 4   | Luca Stolz          | 6   | NP  | 10  | 10  | 6   | 10  | 12  | 8   | 5   | 10  | 10  | 13  | 8   | 2   | 5   | 4   | Rit | 8   | 3   | 10  | 4   | 7   | 3   | 9   | 12  | 7   | 8   | 254 |
| 5   | Dennis van de Laar  | 10  | 10  | 3   | 9   | 13  | 11  | 9   | 7   | 6   |     |     |     | 4   | 9   | 4   | 17  | 12  | 4   | 9   | 8   | Rit | 10  | 8   | 7   | 5   | 6   | 7   | 227 |
| 6   | André Rudersdorf    | 9   | 8   | 8   | 11  | 7   | 9   | 10  | 10  | 13  | 9   | 9   | 9   |     |     |     | 10  | 7   | 11  | 8   | 7   | 9   | 13  | 9   | 10  |     |     |     | 171 |
| 7   | Sheban Siddiqi      | 11  | 11  | 9   | Rit | 10  | 12  | 11  | 11  | 11  | 14  | 11  | 10  | 12  | 10  | Rit | 7   | 13  | 15  | 13  | 15  | 12  | 15  | 12  | 12  | 9   | 9   | 10  | 150 |
| 8   | John Bryant-Meisner | 7   | 3   | 5   |     |     |     |     |     |     |     |     |     |     |     |     |     |     |     |     |     |     |     |     |     |     |     |     | 34  |
| 9   | Maximilian Hackl    |     |     |     |     |     |     |     |     |     |     |     |     |     |     |     | 13  | 10  | 14  |     |     |     |     |     |     |     |     |     | 16  |
| Pos | Pilota              | ZAN | ZAN | ZAN | SAC | SAC | SAC | OSC | OSC | OSC | SPA | SPA | SPA | ASS | ASS | ASS | RBR | RBR | RBR | LAU | LAU | LAU | NÜR | NÜR | NÜR | HOC | HOC | HOC | Pts |

| Colore  | Risultato             |
| ------- | --------------------- |
| Oro     | Vincitore             |
| Argento | 2º posto              |
| Bronzo  | 3º posto              |
| Verde   | Finito a punti        |
| Blu     | Finito senza punti    |
| Viola   | Ritirato (Rit)        |
| Viola   | Non classificato (NC) |
| Rosso   | Non qualificato (NQ)  |
| Nero    | Squalificato (SQ)     |
| Bianco  | Non partito (NP)      |
| Bianco  | Non ha gareggiato     |
| Bianco  | Infortunato (INF)     |
| Bianco  | Escluso (ES)          |
| Bianco  | Gara cancellata (C)   |